# Vuontisrova
Vuontisrova är ett berg i Finland. Det ligger i Enontekis i landskapet Lappland, i den norra delen av landet, 1 000 km norr om huvudstaden Helsingfors. Toppen på Vuontisrova är 633 meter över havet, eller 108 meter över den omgivande terrängen. Bredden vid basen är 4,8 km.
Terrängen runt Vuontisrova är huvudsakligen platt, men söderut är den kuperad.  Trakten runt Vuontisrova är nära nog obefolkad, med mindre än två invånare per kvadratkilometer. Det finns inga samhällen i närheten. Omgivningarna runt Vuontisrova är i huvudsak ett öppet busklandskap.